# Marek Wichrowski
Marek Wichrowski (ur. 1957, zm. 24 grudnia 2017) – polski bioetyk, etyk i filozof historii, dr hab.

## Życiorys
W 1991 uzyskał stopień doktora nauk humanistycznych; specjalność filozofia na podstawie rozprawy pt. Historiozofia Pitirima Sorokina, zaś w 1998 uzyskał habilitację z zakresu filozofii na podstawie rozprawy pt. Spór o naturę procesu historycznego (od Hebrajczyków do śmierci Fryderyka Nietzschego) na Wydziale Filozofii i Socjologii Uniwersytetu Warszawskiego. W latach 2001–2011 był kierownikiem Zakładu Historii Medycyny i Filozofii II Wydziału Lekarskiego Warszawskiego Uniwersytetu Medycznego. Był także profesorem nadzwyczajnym WUM, wieloletnim pracownikiem Zakładu Etyki Lekarskiej i Medycyny Paliatywnej oraz kierownikiem Zakładu Bioetyki na tejże uczelni. Wykładał również w Podyplomowym Studium Prawa Medycznego, Bioetyki i Socjologii Medycyny przy Wydziale Prawa Uniwersytetu Warszawskiego.
Pochowany w Podkowie Leśnej.